# Александр (Закис)
Епископ Александр (латыш. bīskaps Aleksandrs, в миру Андрей Георгиевич Закис, латыш. Andrejs Zaķis; 6 (18) сентября 1834, деревня Креевин, мыза Пуйкель, Лифляндская губерния — 18 (30) июля 1899, Витебск) — епископ Русской православной церкви, епископ Полоцкий и Витебский. Первый православный епископ-латыш. Православный миссионер.

## Биография
По национальности латыш, из семьи крестьянина Лифляндской губернии, лютеранского вероисповедания.  латышской крестьянской семье. Семья имела тринадцать детей и проживала на хуторе Зиле имения Кейзен, Венденского уезда Лифляндской губернии, затем на хутор Криевини имения Пуйкеле Вольмарского уезда. Видимо, в конце 1840-х годов приняли православие, когда среди латышских крестьян распространилось намерение выезжать на свободные земли в глубинных российских губерниях. 
Первоначальное образование получил в местной волостной школе, в которой учился прилежно и успешно. Как раз эту школу при обозрении своей епархии посетил архиепископ Рижский Платон (Городецкий). Проницательный владыка обратил особое внимание на юного Андрея за его хорошие ответы и сообразительность. Благодаря непосредственному участию архиепископа Платона, Андрей 11 сентября 1851 года был определён на казенный счет  в Рижское Православное Духовное училище, а затем в Рижскую духовную семинарию. Окончил семинарию среди лучших учеников в 1859 году, после чего женился.
26 августа 1859 года был рукоположён во священника Убберномской церкви (ныне Поциемс) Успенской церкви Вольмарского благочинного округа. 
В 1860 году был переведен в Гросс-Юнферегофский приход и назначен настоятелем Свято-Николаевской церкви в Леневардене. После переезда на новое место жена отца Андрея скоропостижно скончалась и молодой священник овдовел.
С сентября 1860 года перешёл учителем канонического права в Рижскую духовную семинарию.
В 1861 году поступил в Киевскую духовную академию, по окончании которой 27 июля 1865 года постригся в монашество с именем Александр.
С 20 августа 1865 года — учитель латышского языка в Рижской духовной семинарии, а потом преподавал: с 18 октября 1865 по сентябрь 1866 — русскую грамматику, с сентября 1866 по 19 сентября 1867 — богословие и гомилетику, сентябрь 1867—1871 — всеобщую и русскую гражданскую историю. Состоял помощником семинарского эконома.
В 1867 году Закке-Заккис стал магистром богословия.
С 31 декабря 1870 по 10 ноября 1871 — инспектор семинарии.
Несколько лет сотрудничал в журнале «Училище Благочестия».
11 сентября 1867 года получил степень магистра богословия.
В 1870 году назначен инспектором Рижской духовной семинарии.
10 ноября 1871 года назначен ректором Могилёвской духовной семинарии и настоятелем Могилёвского братского Богоявленского монастыря с возведением в сан архимандрита.
25 октября 1883 года вышло Высочайшее повеление о бытии о. Александру (Закке-Заккису) епископом. 21  ноября 1883 года он был хиротонисан во епископа Острожского, викария Волынской епархии.
Здесь он проявил особую заботу вместе с архиепископом Палладием Волынским в деле воссоединения с Православной Церковью чехов, которых воссоединено было несколько тысяч.
С 3 июня 1890 года — епископ Архангельский и Холмогорский.
Климатические условия севера неблагоприятно отразились на здоровье епископа Александра и он должен был просить синод отправить его в один из московских монастырей для поправки здоровья.
16 апреля 1893 года по болезни уволен на покой в Московский Симонов монастырь.
Через полгода, 3 сентября назначен в Витебск епископом Полоцким. В окормляемую им епархию частично вошли земли, населённые латышами. 
24 октября 1893 года в Витебском Воскресенском соборе епископ Александр совершил первое в истории архиерейское служение Божественной литургии на латышском языке и затем такие службы совершал регулярно. 
Он положил начало широкой миссионерской деятельности среди латышей, которых в его епархии насчитывалось 232 тысячи человек, среди которых православных было лишь 50 тысяч. В целях укрепления православия среди латышей епископ Александр утвердил должность латышского миссионера, в приходы с преобладанием латышского населения назначал священников, знающих латышский язык и преимущественно из латышей. При нём было открыто в Латвии несколько церковно-приходских школ для латышей, например в Вараклянах, Тилжи и других местах. Посещал латышские приходы и совершал там богослужения. Несколько раз в год совершал торжественные богослужения в Рынково-Воскресенской церкви Витебска на латышском языке. По его инициативе Витебская епархия начала издание духовной литературы на латышском языке, а при Витебской духовной семинарии были учреждены стипендии для учащихся-латышей.
По своёму характеру епископ Александр отличался добросердечностью, приветливостью, ласковостью, особенно он любил детей. До самой своей кончины, несмотря на свои недуги, он совершал неукоснительно богослужения в кафедральном соборе.
Скончался 18 июля 1899 года в Витебске после продолжительной болезни. Погребён в Витебском Никольском кафедральном соборе в левом приделе и над его могилою был установлен памятник с неугасаемою лампадою.